# Lonely Boy (Paul Anka)
Lonely Boy is een nummer van de Canadese zanger Paul Anka uit 1959.
Lonely Boy werd in augustus 1958 in New York opgenomen, met muzikale begeleiding van het orkest van Don Costa. De single werd pas negen maanden later uitgebracht, nadat Anka het zong in de film Girls Town.
Het nummer stond vier weken bovenaan de Billboard Hot 100 en was daarmee Anka's eerste nummer 1-hit. In Canada bereikte het de tweede plek van de hitlijst. In de Muziek Parade kwam het tot een vierde plek.
Het nummer is gecoverd door Billy Craddock (1971), Donny Osmond (1972) en Gary Glitter (1973).

## NPO Radio 2 Top 2000
| Nummer met noteringen in de NPO Radio 2 Top 2000 | '99  | '00 | '01  | '02 | '03  |
| ------------------------------------------------ | ---- | --- | ---- | --- | ---- |
| Lonely Boy                                       | 1324 | -   | 1549 | -   | 1916 |

1. ↑  Een '-' betekent dat het nummer niet was genoteerd en een vetgedrukt getal geeft de hoogste notering aan.
2. ↑  Deze tabel is bijgewerkt tot en met de laatste editie (2024).